# Institut für Sexualwissenschaft
El Institut für Sexualwissenschaft (Instituto para la Ciencia Sexual) fue una institución privada para el estudio y la investigación sexológica en Alemania de 1919 a 1933. 
El Instituto era una fundación sin ánimo de lucro situada en el Tiergarten (zoológico), en In den Zelten, en Berlín. Su director era un médico judío, Magnus Hirschfeld (1868-1935) que desde 1897 había dirigido el Wissenschaftlich-humanitäres Komitee (Comité humanitario-científico). El Comité había hecho campaña por la reforma de los derechos de homosexuales sobre la base de valores conservadores y racionales. El Comité publicaba la revista Jahrbuch für sexuelle Zwischenstufen (Anuario para sexualidades intermedias). Hirschfeld también era investigador: consiguió respuestas en cuestionarios de 10 000 personas, que fueron material para su libro Die Homosexualität des Mannes und des Weibes (La homosexualidad del hombre y la mujer; 1914). Reunió una biblioteca única sobre erótica y sexo homosexual.
Después de que Adolf Hitler llegara al poder en 1933, el Instituto y sus bibliotecas fueron destruidas como parte del programa nacional de censura. La quema nazi de libros en Berlín incluyó los archivos del Instituto.

## Origen y propósito
El Institut für Sexualwissenschaft fue inaugurado en 1919 por Hirschfeld y su colaborador Arthur Kronfeld, psicoterapeuta y más tarde catedrático en la Charité. Además de ser una biblioteca de investigación y contener un gran archivo, el Instituto también tenía divisiones médicas, psicológicas y etnológicas, y una oficina de información sobre el matrimonio y temas sexuales. El instituto era visitado por unas 20.000 personas cada año y llevaba a cabo unas 1800 consultas médicas. Los visitantes más pobres eran tratados de forma gratuita. Además, el Instituto defendía la educación sexual, la contracepción, el tratamiento de las enfermedades de transmisión sexual y la emancipación de las mujeres. Fueron pioneros mundiales en la defensa de los derechos civiles y la aceptación social de los homosexuales y de las personas transgénero, algo que atrajo a investigadores y activistas de distintas partes del mundo, como la estadounidense Jan Gay.

## Pionero del término transexualismo
Magnus Hirschfeld fue el primero en utilizar la palabra transexualismo, identificando las categorías clínicas que su colega Harry Benjamin desarrollaría más tarde en EE. UU. Entre los empleados y clientes del Instituto había personas transexuales. Se ofrecían diversos servicios endocrinológicos y quirúrgicos, incluyendo las primeras operaciones modernas de «cambio de sexo» en los años 30. Hirschfeld también trabajó en los años 30 con la policía para disminuir el arresto de travestis bajo la sospecha de prostitución, hasta que el nazismo le obligó a huir de Alemania.

## Época del Tercer Reich

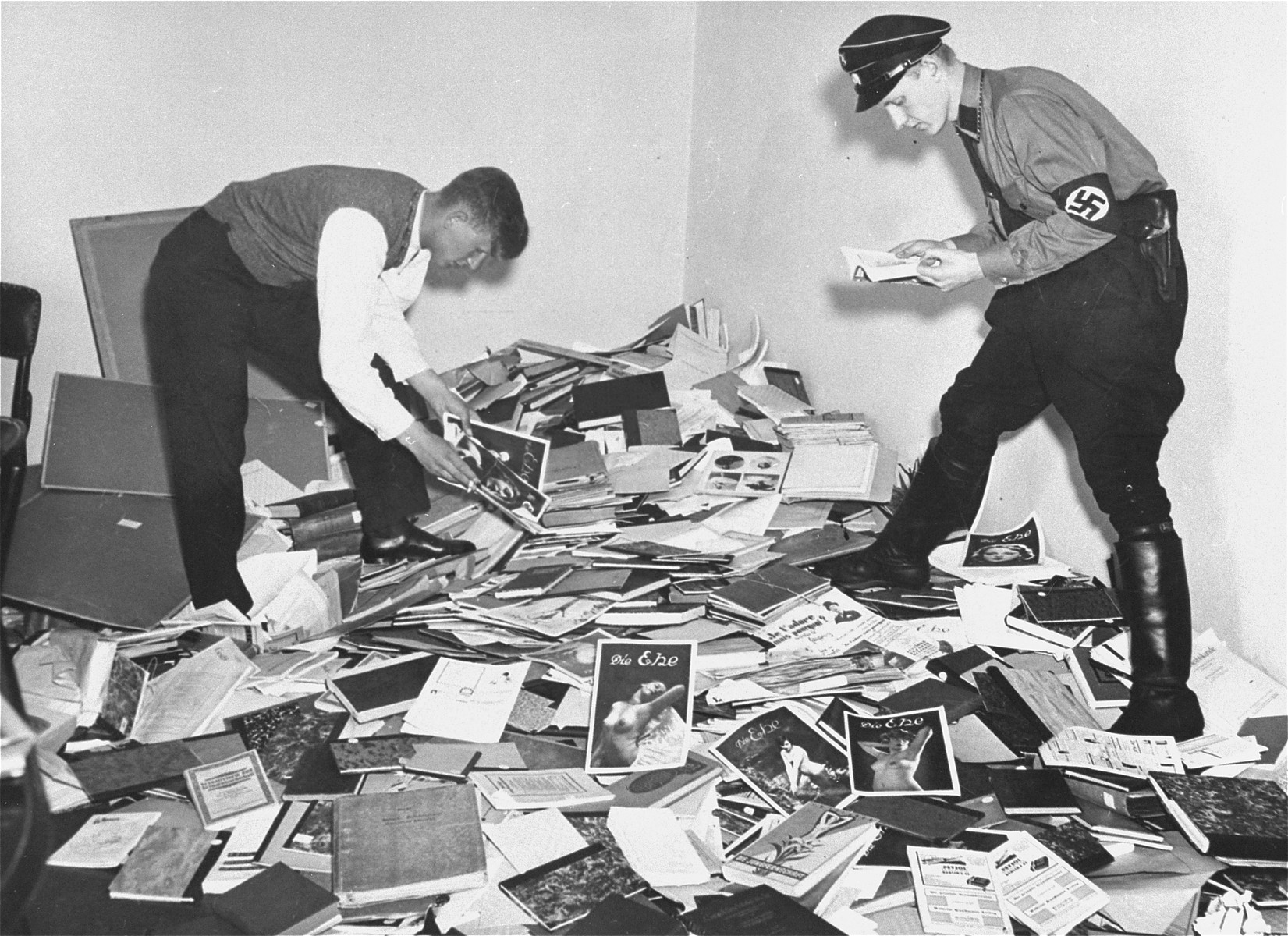
Restos de la biblioteca del Institut für Sexualwissenschaft el 6 de mayo de 1933, cuatro días antes de que fuesen quemados en la hoguera.

A finales de febrero de 1933, tal como iba disminuyendo la influencia moderadora de Ernst Röhm, el Partido Nazi lanzó su purga contra los homosexuales (gais, lesbianas y bisexuales; conocidos como homófilos): cierre de clubs en Berlín, prohibición de publicaciones y organizaciones y grupos gais. Como consecuencia, muchos huyeron de Alemania, como Erika Mann. En marzo de 1933 el administrador del Instituto, Kurt Hiller, fue enviado a un campo de concentración.
El 6 de mayo de 1933, mientras Hirschfeld estaba dando una serie de conferencias en EE. UU., la Deutsche Studentenschaft realizó un ataque sobre el Instituto. Unos días más tarde la biblioteca y los archivos del Instituto fueron sacados a la calle y públicamente quemados en la plaza de la Ópera. Alrededor de 20.000 libros y revistas y 5.000 imágenes fueron destruidos. También se incautaron las extensas listas de nombres y direcciones del Instituto. En medio de la quema, Joseph Goebbels dio un discurso político frente a una multitud de unas 40.000 personas. Los líderes de la Deutsche Studentenschaft también proclamaron sus propios Feuersprüche (decretos de fuego contra el espíritu antialemán). Los libros de escritores judíos o de temas pacifistas o antibelicistas (por ejemplo, los de Erich Maria Remarque) de bibliotecas públicas y de la Universidad de Humboldt también fueron quemados.
Hubo muchas otras quemas menores de libros organizadas en Alemania esa misma noche; incluyendo en la Konigplatz de Múnich. Hacia el 22 de mayo, había habido quemas de libros en Heidelberg, Fráncfort del Meno, Gotinga, Colonia, Hamburgo, Dortmund, Halle, Núremberg, Wurzburgo, Hanóver, Münster, Königsberg, Coblenza y Salzburgo - y la Gestapo estaba confiscando bibliotecas públicas y privadas para ser destruidas en molinos de papel. Los edificios fueron tomados más tarde por los nazis para sus propios propósitos. Hacia 1944 no quedaron de ellos más que ruinas bombardeadas y fueron demolidas a mitad de los 50. Hirschfeld intentó en vano restablecer el Insitituo en París, muriendo en Francia en 1935.
Mientras que muchos huyeron al exilio, el activista radical Adolf Brand mantuvo su posición en Alemania cinco meses después de la quema de libros. Finalmente el acoso fue demasiado grande y en noviembre de 1933 se vio forzado a anunciar formalmente el fin del movimiento de emancipación homosexual en Alemania. El 28 de junio de 1934, Hitler llevó a cabo una purga de hombres gais en las filas de la S.A., lo que fue seguido por leyes más estrictas para acabar con la homosexualidad y los homosexuales. Es difícil no pensar que las listas que Hitler había obtenido del Institut für Sexualwissenschaft no le facilitaran estas acciones. Muchos miles de arrestados se vieron en campos de trabajo. Otros, como John Henry Mackay, se suicidaron.
Entre los libros que se quemaron en la Opernplatz en Berlín se encontraban las obras del poeta judío Heinrich Heine; uno de sus más famosos versos dice:

Esto no fue más que un preludio, allí donde queman libros, finalmente también se queman personas.
Heinrich Heine (1797-1856)

## Tras la Segunda Guerra Mundial
La carta del Instituto especificaba que en caso de disolución, las pertenencias de la Fundación Dr. Magnus Hirschfeld  (que había patrocinado el Instituto desde 1924) debían ser donadas a la Universidad Humboldt de Berlín. Hirschfeld también escribió un testamento personal mientras estaba en el exilio en París, dejando todas sus pertenencias a sus estudiantes y herederos Karl Giese y Li Shiu Tong (Tao Li) para que continuasen sus estudios. Karl Giese se suicidó en 1938 cuando los alemanes invadieron Checoslovaquia y su heredero, el abogado Karl Fein, fue asesinado en 1942 durante su deportación. Li Shiu Tong vivió en Suiza y EE. UU. hasta 1956, pero no es conocido que intentase continuar la obra de Hirschfeld. Los fragmentos que han sobrevivido de la biblioteca fueron recogidos más tarde por W. Dorr Legg y ONE, Inc. en los EE. UU. en los años 50.
Sin embargo, ninguna de las dos voluntades fue cumplida. Los tribunales de Alemania Occidental consideraron que la disolución de la fundación y la confiscación de la propiedad realizada por los nazis en 1934 era legal. Además, el Gobierno de Alemania Occidental mantuvo las leyes nazis contra la homosexualidad, el  Párrafo 175a, por lo que se convertía en imposible para los homosexuales supervivientes reclamar la restitución del centro cultural.

## Notas

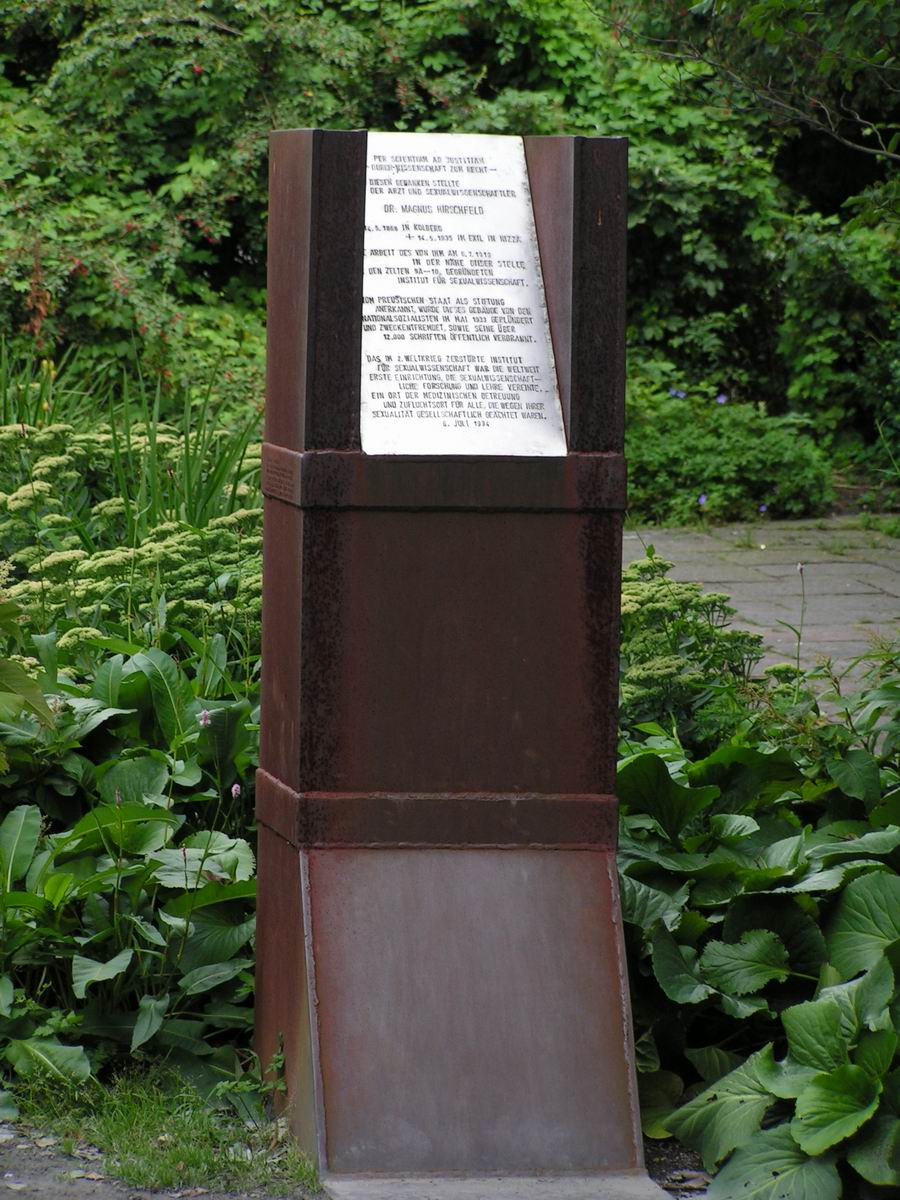
Placa conmemorativa a Magnus Hirschfeld y su Institut für Sexualwissenschaft, Berlín Tiergarten, 2005.